# Мішель де Серто
Міше́ль де Серто́ (фр. Michel Jean Emmanuel de La Barge de Certeau); 17 травня 1925, Шамбері, департамент Савойя — 9 січня 1986, Париж) — французький історик, антрополог, культоролог, соціальний філософ; член Товариства Ісуса (орден єзуїтів).

## Життєпис
Мішель де Серто народився 1925 року в Шамбері, Савойя, Франція. Після отримання ступенів з класичної філології та філософії в університетах Гренобля і Ліона, в Практичній школі вищих досліджень (фр. École pratique des hautes études) під керівництвом Жана Орсібаля вивчав праці П'єра Фавра (1506—1546), одного із засновників Ордену Єзуїтів. Потім навчався в духовній семінарії в Ліоні, де в 1950 році вступив до ордену єзуїтів (Товариство Ісуса) і був пострижений у ченці в 1956 році. Серто вступив до Товариства Ісуса в надії зайнятися місіонерською діяльністю в Китаї. У рік свого священичого рукоположення (1960), став одним із засновників журналу «Христос» («Christus»), з яким він активно співпрацював упродовж більшої частини свого життя. Того ж року в Сорбонні Серто захистив докторську дисертацію з християнської містики єзуїтів XVI—XVII ст. (П'єр Фавр, Жан-Жозеф Сюрен).

## Творчість
Серто викладав у декількох університетах: у Женеві, Сан-Дієго і Парижі. У 1970-і і 1980-і роки опублікував ряд праць, які продемонстрували його зацікавлення історією містицизму, феноменологією та психоаналізом. Привернув до себе увагу громадськості після публікації статті, яка критикувала травневі події у Франції 1968 року. Великий вплив на погляди Серто мав Зигмунд Фрейд, а також Жак Лакан, який разом з Серто стояв біля витоків неформальної «Школи Фрейда» (фр. École freudienne de Paris).

### Винайдення повсякденності
Найвідомішим і найвпливовішим твором де Серто є книга «Винайдення повсякденності» («L'Invention du Quotidien»). Вона присвячена повсякденному життю звичайних людей, «користувачів» або «споживачів», змушених підкорятися правилам і діяти відповідно до нав'язаних їм схем і очікувань. У цьому творі автор, поєднуючи свої різнобічні наукові інтереси, розвиває оригінальну теорію повсякденності, де «користувачі» ведуть незриму боротьбу, пручаються нав'язаним правилам і порядкам, змінюють їх в процесі «освоєння».
Методологічним принципом, з якого виходить автор книги, є уявлення про те, що будь-яке прочитання (інтерпретація) є актом творчості, навіть якщо він таким і не усвідомлюється. Практики споживання (починаючи від їжі і пиття, телебачення, кіно, до практик освоєння міського простору) Серто розглядає за аналогією з різноманітним прочитанням, як повсякденну анонімну творчість. Споживання — це особливе приховане виробництво. Звичайне, зриме виробництво створюється тими, хто має владу (домінуючими). Приховане виробництво домінуючих «вивертке, роззосереджене, але проникає всюди, мовчазне і майже невидиме, оскільки заявляє про себе не за допомогою власної продукції, а через способи використання тієї продукції, яка нав'язується пануючим економічним порядком».
Особливу увагу де Серто приділяє відмінності понять «стратегія» і «тактика». Серто пов'язує поняття «стратегія» з інститутами і структурами влади, тоді як «тактика» використовуються особистістю, щоб створити вільний особистий простір в оточенні, визначеному стратегіями. У розділі «Прогулянки по місту» він описує практики освоєння міського простору. Він пише, що якщо розглядати місто «стратегічно», то місто перетворюється в «поняття». Воно породжене стратегіями урядів, корпорацій та інших інституціональних органів, які виробляють місто як карту, описують місто з висоти пташиного польоту як абстрактне єдине ціле. Але якщо розглядати місто «тактично», з точки зору його «споживчих» якостей, то місто набуває нових характеристик. На прикладі способів «гуляти», «дивитися», «називати» місто, автор характеризує міський простір як місце боротьби «тактик» і «практик» соціальних агентів структур влади. При цьому він переходить від опису власних суб'єктивних вражень до історичних екскурсів і семіотичного аналізу.
Значну увагу Серто приділяє протиставленню понять «читання» і «письмо» в Новому часі. Письмо асоціюється з керуючими стратегіями домінуючих. Читання — з творчими тактиками користувачів, коли читач стає безцеремонним співавтором тексту.
"Читання — це єдиний, але найбільш фундаментальний аспект споживання. У суспільстві, яке стає все більше і більше писемним, в основі якого лежить влада змінювати речі і перетворювати структури виходячи з моделей письма (наукових, економічних, політичних), яке поступово перетворюється в багатоаспектні «тексти» (адміністративні, урбаністичні, індустріальні), пару «виробництво-споживання» можна нерідко замінити її еквівалентом і основним виразником — парою «письмо-читання».

### Історія як письмо
Книга Мішеля де Серто «Історія як письмо» («L'Écriture de l'Histoire») пояснює проблеми відносин історії та релігії. У ній автор звертає увагу на зв'язок історії писемності і легітимізації політичної влади. Він також критикує «західну» традицію опису історичного розвитку письма як інструменту колоніалізму.

## Вибрані праці
- Mémorial du Bienheureux Pierre Favre, trad. et comment. par Michel de Certeau. Paris: Desclée de Brouwer, 1960
- Jean-Joseph Surin. Guide spirituel pour la perfection/ Texte établi et présenté par Michel de Certeau. Paris: Desclée de Brouwer, 1963 (перевид. 1989, 2008)
- Le Mépris du monde: la notion de mépris du monde dans la tradition spirituelle occidentale. Éditions du Cerf, 1965 (співавтор)
- La Correspondance de Jean-Joseph Surin/ Texte établi et présenté par Michel de Certeau, préface de Julien Green. Paris: Desclée de Brouwer, 1966
- La Solitude, une vérité oubliée de la communication. Desclée de Brouwer, 1967 (в соавторстве с François Roustang)
- La Prise de parole, pour une nouvelle culture. Desclée de Brouwer, 1968
- L'Étranger ou l'union dans la différence. Desclée de Brouwer, 1969 (нове вид. 1991, 2005)
- La Possession de Loudun. Gallimard, 1970 (перевид. 1980, 1990, 2005).
- L'Absent de l'histoire. Tours: Mame, 1973 (перевид. 1996)
- La Culture au Pluriel. Union Generale d'Editions,1974 (перевид. 1980, 1993, 2005)
- Le Christianisme éclaté. Le Seuil, 1974 (у співавторстві з Jean Marie Domenach)
- L’Écriture de l'Histoire. Editions Gallimard, 1975 (перевид. 1978, 1988, 1993, 2001, 2002, 2007, 2011)
- Une Politique de la Langue: la Révolution française et les patois: l'enquête de Grégoire. Gallimard, 1975 (avec Dominique Julia et Jacques Revel; перевид. 1980, 1986, 2002)
- L'Invention du Quotidien. Vol. 1, Arts de Faire. Union generale d'editions, 1980 (перевид. 1990, 1998, 2001, 2004, 2007, 2008, 2010, 2012)
- La Fable Mystique. vol. 1, XVIe-XVIIe Siecle. Editions Gallimard, 1982 (перевид. 1987, 1995, 2002, 2006, 2007, 2013)
- L'Ordinaire de la communication. Dalloz, 1983 (avec Luce Giard)
- La Faiblesse de Croire/ Ed. par Luce Giard. Seuil, 1987 (перевид. 2003)
- Histoire et Psychanalyse entre science et fiction. Gallimard, 1987 (перевид. 2002)
- La prise de parole et autres ecrits politiques. Seuil, 1994
- Le Lieu de l'autre: histoire religieuse et mystique. Gallimard; Seuil, 2005
- La Fable mystique: XVIe et XVIIe siècle, tome 2. Gallimard, 2013